# Kevin Herron
Kevin Herron (* 1979/1980) ist ein US-amerikanisch-deutscher Footballtrainer.

## Leben
Herron kam als Jugendlicher nach Deutschland, wo sein Vater für die US-Streitkräfte arbeitete. Ab 1999 war Herron Trainer im Nachwuchsbereich der Münchener NFA Monarchs. Im Jahr 2005 stieß er zum Trainerstab des Zweitligisten Königsbrunn Ants, bei denen er vor der Saison 2006 zum Cheftrainer aufstieg. Dieses Amt übte er 2006 und 2007 aus, zum Spieljahr 2008 wechselte Herron zu den Munich Cowboys, dort war er in der höchsten deutschen Spielklasse GFL 2008 sowie 2009 als Verteidigungskoordinator und Trainer für die Linebacker-Position tätig. In der Saison 2010 gehörte er in derselben Liga bei den Plattling Black Hawks dem Stab von Cheftrainer John Rosenberg an.
2011 wechselte Herron nach Österreich zu den Swarco Raiders Tirol und übernahm bei den Innsbruckern das Amt des für die Linebacker zuständigen Assistenztrainers. Herron hospitierte mehrmals bei der Footballmannschaft der Florida State University und war zudem Gasttrainer bei den Oakland Raiders in der NFL. Zusätzlich war er zeitweilig Mitglied des Trainerstabs der Jugendauswahl Bayerns. In Innsbruck arbeitete er mit Cheftrainer Shuan Fatah zusammen und trug zum zweimaligen Gewinn der österreichischen Meisterschaft (2011, 2015) sowie zum Sieg im Eurobowl 2011 bei. Im Herbst 2015 wurde Herron als neuer Cheftrainer der Munich Cowboys vorgestellt.
Zur Saison 2017 ging Herron zu den Swarco Raiders Tirol zurück und bekleidete bei der Mannschaft fortan das Amt des Verteidigungskoordinators, wiederum unter Fatah. 2018 und 2019 gewann man abermals die Staatsmeisterschaft, die 2019er Saison wurde niederlagenlos bestritten. Nachdem Fatah im September 2019 seinen Abschied von der Mannschaft verlautbart hatte, wurde Herron Mitte Dezember 2019 von den Innsbruckern ins Cheftraineramt befördert. Nachdem die Raiders 2023 in der European League of Football die Play-offs verpasst hatten, gaben sie bekannt, sich von Herron zu trennen.
Im Mai 2024 wurde Herron als Analyst für die Munich Ravens tätig.